# Sabeloryx
Sabeloryx (Oryx dammah) är ett slidhornsdjur i underfamiljen gräsätande antiloper.

## Kännetecken
Denna antilop har två långa bakåt böjda horn som når en längd mellan 80 och 150 centimeter. Hornen har i nedre delen 30 till 60 tjockare ringar och ringarna är hos hannar tydligare än hos honor. Exemplar av honkön har däremot längre horn än hannar.
Vuxna djur har en mankhöjd av 110 till 125 centimeter och en vikt av 180 till 200 kilogram. Kroppslängden varierar mellan 160 och 175 cm. Pälsen är huvudsakligen vitaktig och vid några ställen rödbrun (främst vid halsen, på axlarna och på extremiteternas övre del). Sommarpälsen är allmänt vitare än vinterpälsen. Rödbruna strimmor över ögonen och på nosen bidar en ansiktsmask. Dessutom kännetecknas huvudet av svarta näsborrar, svarta ögon och öronens svarta insida. I motsats till andra släktmedlemmar har sabeloryx en liten körtel framför ögonen och dessutom förekommer som hos många andra hovdjur körtlar mellan hovarna.

## Levnadssätt
Sabeloryx lever i hjordar och livnär sig av gräs, löv och frukter (till exempel kolokvint). Beroende på utbredning har flocken mellan 2 och 30 medlemmar eller 30 till 40 medlemmar. Under vissa tider förenar sig flera flockar. Honor kan vara brunstiga under alla årstider. Efter dräktigheten som varar i 222 till 253 dagar föder honan bara en unge som väger cirka 10 kg. Efter ungefär 11 månader blir ungen könsmogen.

## Utbredning
Arten är särskilt bra anpassad till livet i öknen och förekom tidigare i större antal i centrala delar av Sahara. Tidigare fanns större hjordar som levde i ett område mellan Mauretanien och Egypten men idag finns bara några restgrupper i Niger och Tchad kvar. Enligt gamla uppgifter omfattade hjordar tidigare tusentals individer. Sabeloryx vandrar långa sträckor och kan uthärda längre tider utan föda och vatten.

## Utrotning
Den okontrollerade jakten som delvis skedde med hjälp av bilar och flygplan medförde en snabb utrotning av arten i naturen. På grund av att dessa djur inte hade någon möjlighet att gömma sig var de lätta att upptäcka. I Egypten fanns redan 1850 inga sabeloryx kvar. I centrala delar av Sahara fanns under 1970-talet bara mindre grupper av arten. År 1998 genomfördes en expedition för att leta efter sabeloryx och då den inte hittade några individer listades arten av IUCN som utdöd  (extinct) i vilt tillstånd. Det finns dock  obekräftade berättelser om iakttagelser av arten i Niger.

## Beståndet i djurparker
Som en paradox förekommer sabeloryx i djurparker runt om i världen med särskilt många exemplar. Bland antiloper är det bara en gasellantiloper, Antilope cervicapra, som förekommer med fler individer. Av sabeloryx fanns året 2008 uppskattningsvis 1 675 exemplar i olika djurparker samt cirka 4 000 exemplar i privat ägo. På så sätt är beståndet inte direkt hotat. I Israel och på den tunisiska ön Djerba finns dessutom halvvilda hjordar.

## Återinföring
År 1986 inleddes ett återinförande av arten i södra Tunisien med tio individer. Fram till 1997 ökade hjorden till 87 djur. Även i andra nationalparker startades återintroduceringen och landets hela bestånd uppgick 2016 till cirka 200 exemplar.
Liknande projekt pågår i Marocko (cirka 300 exemplar), Senegal (cirka 160 exemplar) och Tchad (25 exemplar), men dessa djur lever fortfarande bakom staket (antalet individer räknade någon gång mellan 2009 och 2016).
I augusti 2016 släpptes en grupp på 21 individer fria i Ouadi-Rimé-Ouadi Achim Faunal Reserve i Tchad, följt av ytterligare åtta grupper fram till mars  2022. Den första vildfödda kalven föddes i september 2016. Totalt har 285 individer återinförts och den vilda populationen uppskattades i september till 575 individer. Det har lett till att arten numera klassas som "starkt hotad".